# Бланка дьо Валоа
Вижте пояснителната страница за други личности с името Бианка.
Бланка Маргарита дьо Валоа (на немски: Blanca Margarete von Valois; на чешки: Markéta Blanka z Valois; на френски: Blanche Marguerite de Valois; * 1316 или 1317; † 1 август 1348, Прага) от род Валоа, е първата съпруга на бохемския крал и по-късен император Карл IV.

## Произход
Тя е най-малката дъщеря на граф Шарл Валоа (1270 – 1325) и третата му съпруга Марго дьо Шатийон-Сен Пол (1293 – 1358). Нейният баща е син на френския крал Филип III и брат на Филип IV Хубави. Бланка е по-малка полусестра на крал Филип VI.
Тя расте във френския двор. Мария Люксембургска, втората съпруга на френския крал Шарл IV Хубави, има голямо значение за нейното възпитание. Карл IV, син на Ян Люксембургски, братът на Мария Люксембургска, също е възпитаван във френския двор.

## Брак с Карл IV
През 1328 г. Бланка Маргарета Валоа се омъжва за Карл IV. След 1328 г. тя се установява в Люксембург, а Карл отива в Италия, за да защитава интересите на баща си. Събират се на 18-годишна възраст през 1334 година като те вече са маркграф и маркграфиня на Моравия.
На 12 юни 1334 г. Карл и Бланка отиват в Прага. Бланка пристига с бляскав двор от френски дами и придворни, които е принудена след това да отпрати, за да не дразнят чешките благородници. Бланка научава чешки и немски език, и води активен социален живот, за да остане в Бохемия. Тя става близка със свекърва си, мащехата на Карл Беатрис Бурбонска, тъй като френският е роден език и на двете жени, те общуват лесно, но Бланш е по-популярна в двора от Беатрис.
- Бланка Валоа
- Карл IV от Бохемия и Бланка (от ок. 1475)

Крал Ян оказва психически натиск върху Бланка поради раждането само на дъщеря Маргарета и отсъствието на жив мъжки наследник. Напрежението води до преместване на Бланш в Бърно през 1337 година; през следващите няколко години Бланш и Карл нямат деца. Двойката обаче има втора дъщеря през 1342 г. на име Катарина.
Крал Ян е убит в битката при Креси (26 август 1346 г.). На 2 септември 1347 г. Бланка и Карл са коронясани в Прага за крал и кралица на Чехия. Бланка умира 1 август 1348 г. вероятно от туберкулоза.
На 11 октомври 1347 година неочаквано умира император Лудвиг IV Баварски, така Карл успява да получи признание от всички електори за крал на Германия, но Бланка не доживява този момент, и не е коронясана за кралица на Германия.

## Деца
Те имат децата:
- Маргарета (1335 – 1349), омъжена за Лайош I Велики, крал на Унгария
- Катарина (1342 – 1395), омъжена 1357 г. за херцог Рудолф IV от Австрия, и 2. 1366 г. за херцог Ото V от Бавария

## История на намирането на короната на Бланка
На 8 юни 1985 г. по време на разрушителни и изкопни работи за основа на сграда за местната телефонна централа в град Шрода Шльонска, Полша, е открито златно съкровище в глинена ваза пълна с 3000 златни и сребърни монети, там е намерена и короната на Бланка. Археолозите установяват, че съкровището е принадлежало на крал (по-късно император) Карл IV от династия на Люксембург. Около 1348 г., нуждаещ се от средства, за да подкрепи претенцията си за титлата крал на римляните, Карел залага различни предмети на еврейския банкер Мушо (Моше) Вероятно съкровището да остава собственост на член или членове на местната еврейска общност. Според намерените монети съкровището може да се датира към средата на 14 век. То вероятно е скрито поради страхове от погроми, придружаващи чумната епидемия (през 1349 г. в близкия Вроцлав има погром, а еврейската общност в Силезия е избита и разпръсната през 1362 г.). През несигурното време на погромите от 1348 – 1350 г. в Централна Европа са скрити много еврейски ценности. Сигурно е, че никой никога не е търсил съкровището, което е остава скрито някъде в града в продължение на стотици години.
Съкровището се счита за изключително ценно, описано от някои като „една от най-ценните археологически находки през 20 век“. През 2006 г. експерти отбелязват, че е трудно да се оцени това, тъй като има малко предмети от подобен тип, които се продават на търг навсякъде по света. Една оценка от 2001 г. поставя най-ниската стойност на съкровището на 50 милиона долара; в книга, публикувана през 2005 г., се твърди, че то възлиза на 100 милиона долара.